# 松贝农
松贝农（法語：Sombernon，法語發音：[sɔ̃bɛʁnɔ̃]），法国中东部市镇，位于勃艮第-弗朗什-孔泰大区科多尔省，隶属于第戎区，其市镇面积为13.22平方公里，2022年1月1日时人口数量为990人，在法国城市中排名第10,375位。
松贝农位于科多尔省中部偏南，塞纳河与罗讷河两大流域的分水岭上，布雷讷河发源于其境内，是一个区域性的中心集镇，多条公路在此交汇。

## 地名来源
“Sombernon”一名的来源及含义均尚有待考证。

## 历史
松贝农的早期历史尚不清楚。根据当地官方网站的论述，松贝农在中世纪时长期为勃艮第的一部分，15世纪形成城镇。17世纪时，松贝农境内曾建成一处城堡，后被毁。法国大革命后，松贝农成为科多尔省的一个市镇。1944年8月15日，一名纳粹德军上校在松贝农附近中弹，他曾扬言要报复，但却在当地一名妇女的帮助下得到救治，最终报复行动未能实现。二战后，当地人口数量有所增加。
在行政区划方面，松贝农在1790至2015年3月间曾为松贝农县的县治，并在2002至2013年间为松贝尔诺奈市镇公共社区的办公驻地。

## 地理

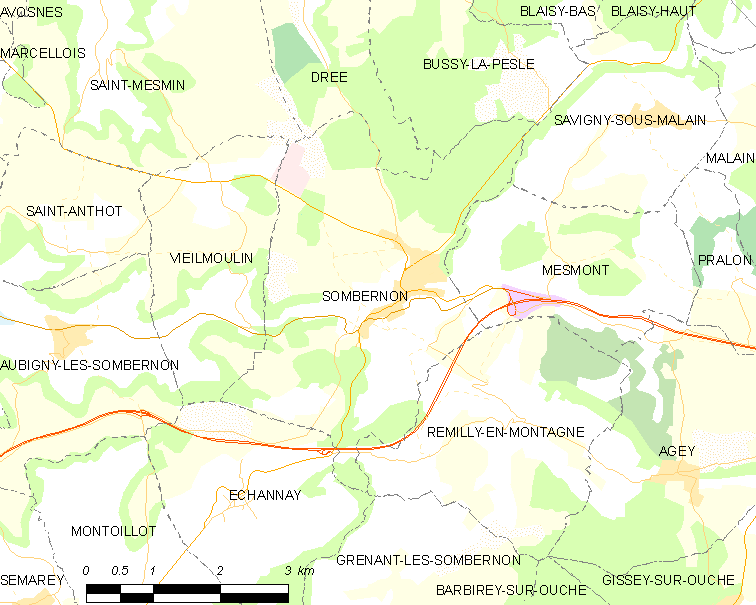
松贝农市镇范围地图

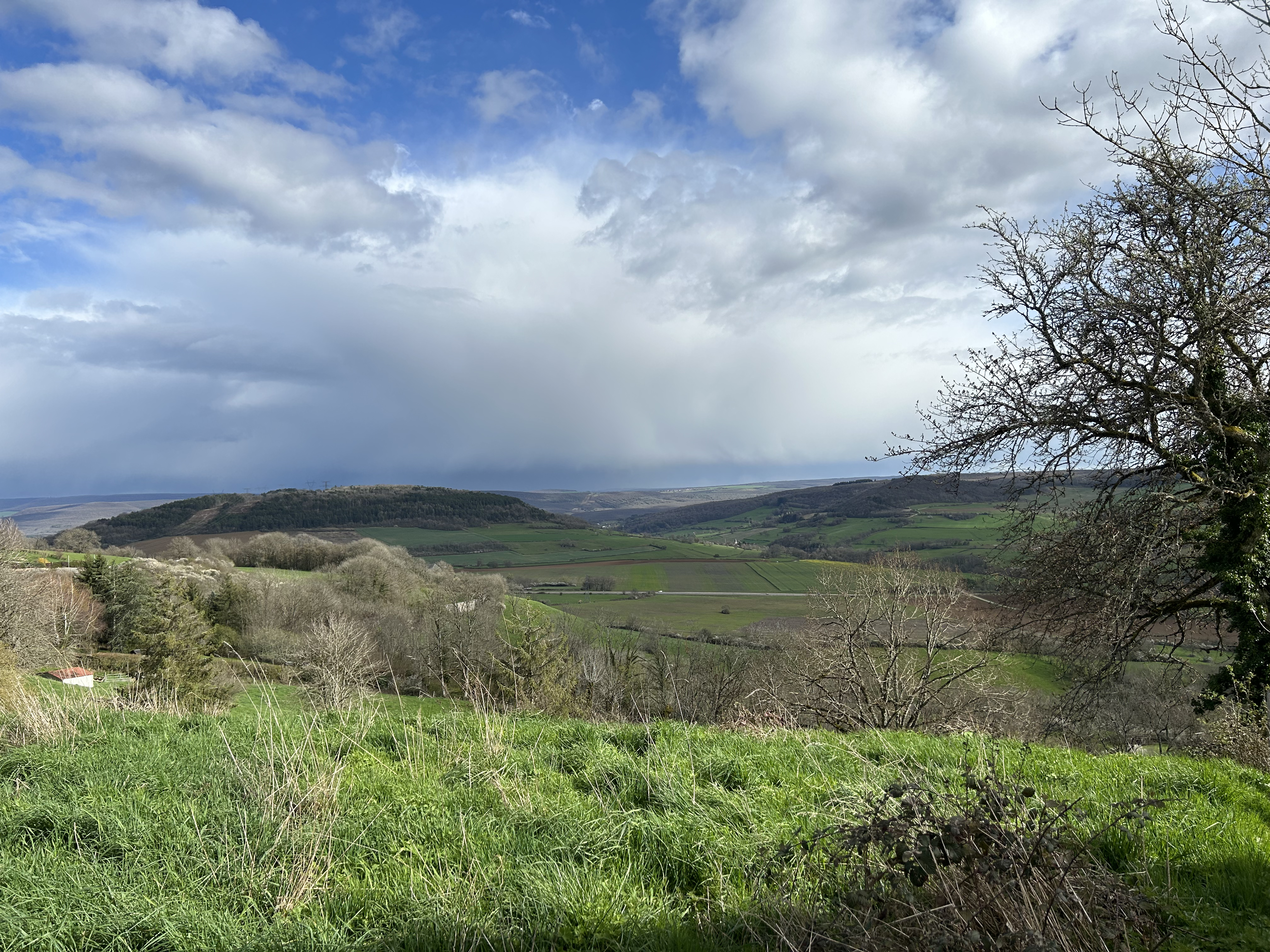
从镇中心向南眺望

松贝农位于法国中东部，勃艮第-弗朗什-孔泰大区中部和科多尔省中部偏南，距离省会第戎大约32公里。与松贝农接壤的市镇包括：比西拉佩勒、德雷、埃沙奈、梅蒙、山区勒米伊、萨维尼苏马兰、圣梅曼和维耶伊穆兰。

### 地形
松贝农位于科多尔高原腹地，欧苏瓦地区东部，境内以浅丘和丘陵为主，市镇中心位于一处地势较高的山岭顶部，该岭地大致呈东北-西南走向，市中心西侧为一处下切式的河谷，东南部则为山麓，全境海拔在399到592米之间。

### 水文
松贝农位于塞纳河与罗讷河两大流域的分水岭地带，塞纳河三级支流布雷讷河和罗讷河三级支流锡雷讷河（La Sirène）均发源于松贝农境内。

### 植被
松贝农属于温带阔叶混交林区，林地广泛分布于山地地带，市镇范围北侧为普瓦尔莱树林（Bois du Poirelet）。
在鲜花城市的评比中，松贝农暂未被评级。

### 气候
松贝农在柯本气候分类法中属于带有大陆性气候特征的温带海洋性气候（Cfb）。

## 行政区划
松贝农的市镇编号为21611，邮政编号为21540。
在行政管理方面，松贝农隶属于法国勃艮第-弗朗什-孔泰大区科多尔省第戎区；在地方选举方面，松贝农是塔朗县的中央投票站所在地，其市镇范围全境被划入科多尔省第四选区；在社会管理方面，松贝农是乌什和山市镇公共社区的办公驻地。
截至2024年3月，松贝农市镇范围内暂无任何城市敏感街区及城市政策优先街区。
法国国家统计与经济研究所（简称）在进行数据统计时，未将松贝农划入任何城市核心区（Unité urbaine）及城市区（Aire urbaine）。自2020年起，松贝农被划入包含333个市镇的第戎城市辐射区代替。此外，还将松贝农市镇整体看作一个“块区”（IRIS），以便于统计人口分布情况。

## 交通

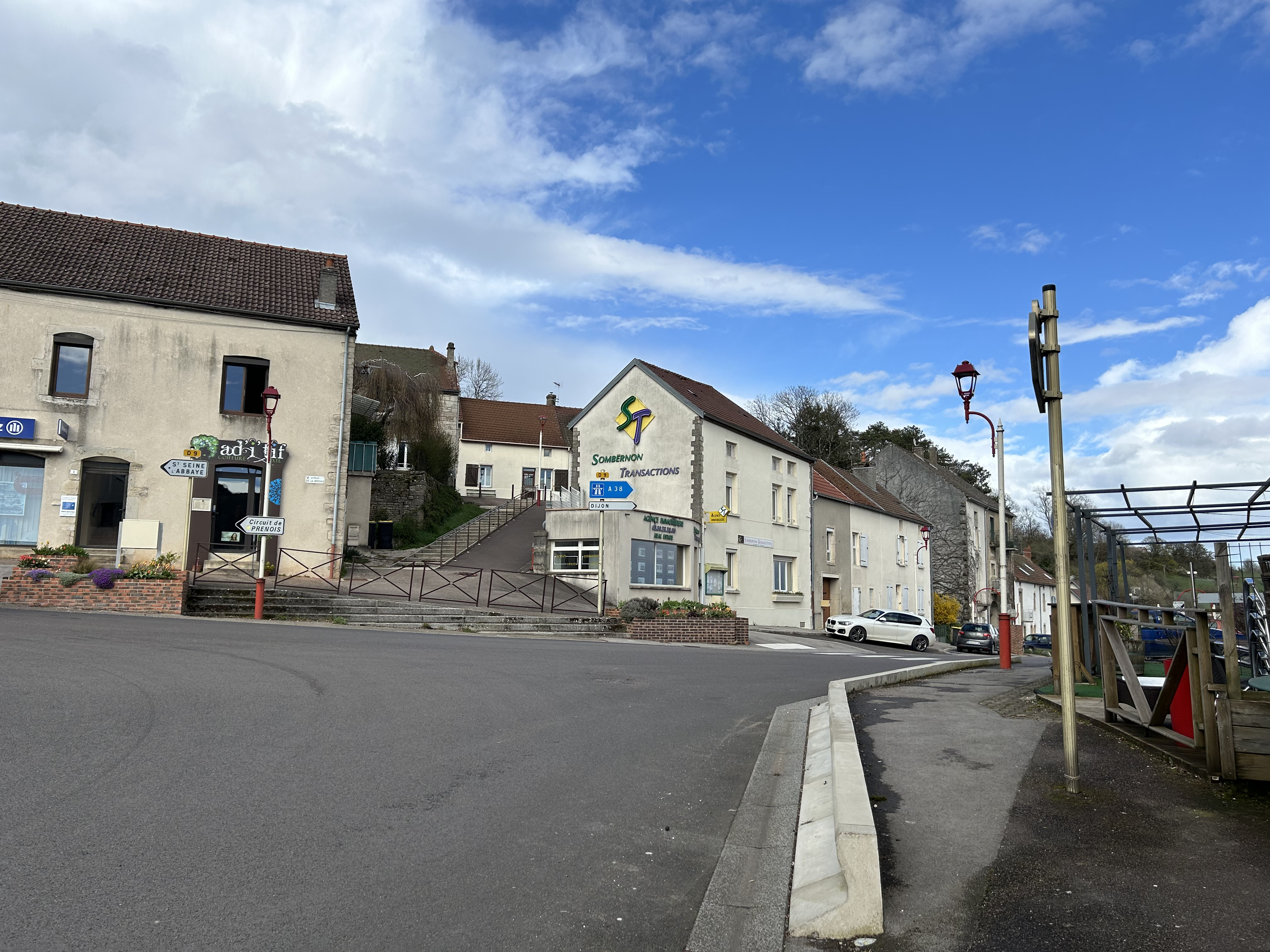
镇中心的路口

### 公路
A38高速公路经过松贝农市镇南侧，科多尔省省道D7线、D9线、D16线、D108L线、D114线、D905线和D977bis线在松贝农境内交汇。勃艮第-弗朗什-孔泰大区城际客运LR119线经停松贝农，可通往第戎、欧坦、欧苏瓦地区普伊等地。
2020年，77.2%的松贝农家庭拥有至少一辆私人汽车。2019年，松贝农境内共发生各类交通事故1起，造成1人重伤。
| 29 | 1.9 |

| 第戎 | 30 |

| 普隆比耶尔 | 22 |

| 欧苏瓦地区普伊 | 15 |

### 铁路
距离松贝农最近的客运铁路车站为12公里外的马兰站，该站停靠往返于第戎和莱洛姆-阿莱西亚一线的区域列车，部分班次可直通蒂耶河畔伊斯及拉罗什-米热讷。

### 航空
松贝农距离多勒机场的公路里程大约83公里。

### 城市公共交通
截至2024年6月，松贝农暂无城市公共交通系统。

## 政治

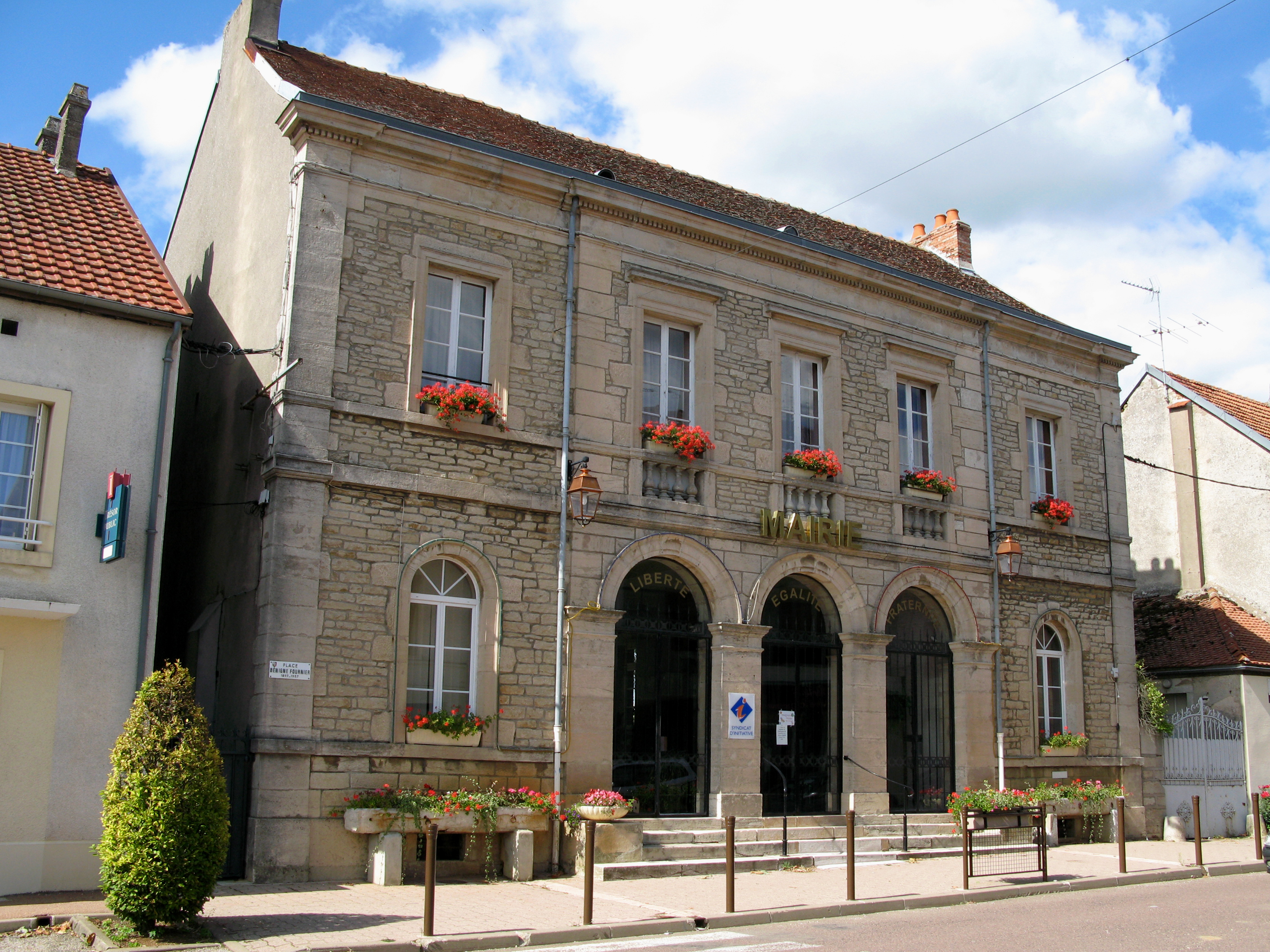
松贝农市政厅

松贝农的现任市长为米歇尔·鲁瓦尼奥先生（Michel ROIGNOT），他是一名无党派人士，在2020年的市政选举中获得了100%的支持率（无其他候选人）。
在2022年的法国总统大选的第二轮选举中，法国极右翼政党国民阵线主席玛丽娜·勒庞在松贝农获得了50.11%的支持率。

## 人口
2021年，松贝农市镇人口数量为952，在法国排名第10,375位。其中男性435人，女性480人，75岁及以上人口占8.1%，外籍人口数量为14人，人口密度为72人/平方公里，当地居民被称为（男性）或（女性）。Nssces(2022)年，松贝农境内出生10人，死亡人口21人。
| 松贝农1901年－2021年人口变化情况 |
|                                  |
| 数据来源：Cassini、INSEE         |

## 经济
截至2024年6月，松贝农市镇范围内共有各类用人单位（包含自雇）264家，平均历史为17年，其中96.72%为中小型企业（PME），2024年4月至6月间，当地的经济活力指数为0。（信息设备维修）是当地2022年营业额最高的企业，为466,536欧元。

## 财政与居民收入
2022年，松贝农的财政收入总额为1,535,530欧元，财政支出总额为1,166,800欧元，当年的债务总额为1,132,660欧元。2022年，松贝农市镇通过增值税获得85,820欧元的收入，此外当地还共获得了220,330欧元的国家直接财政补助。
| 松贝农居民收入情况                               | 松贝农居民收入情况 | 松贝农居民收入情况    | 松贝农居民收入情况 |
| 内容                                             | 松贝农             | 法国                  | 统计年份           |
| ------------------------------------------------ | ------------------ | --------------------- | ------------------ |
| 征税家庭总数                                     | 389                | 1,081（法国市镇平均） | 2022年             |
| 居民平均月收入                                   | 2,318欧元          | 2,435欧元             | 2022年             |
| 高级职员人均月收入                               | 不详               | 4,331欧元             | 2021年             |
| 中级职员人均月收入                               | 不详               | 2,470欧元             | 2021年             |
| 普通职员人均月收入                               | 不详               | 1,801欧元             | 2021年             |
| 贫困率                                           | 不详               | 14.5%                 | 2020年             |
| 青壮年（15至64岁）失业率                         | 5.9%               | 7.4%                  | 2020年             |
| 征税家庭数量占比                                 | 46.8%              | 45.5%                 | 2020年             |
| 家庭年均纳税                                     | 2,485欧元          | 4,393欧元             | 2022年             |
| 资料来源：INSEE、L'Internaute、Le Journal du Net |                    |                       |                    |

## 社会事务

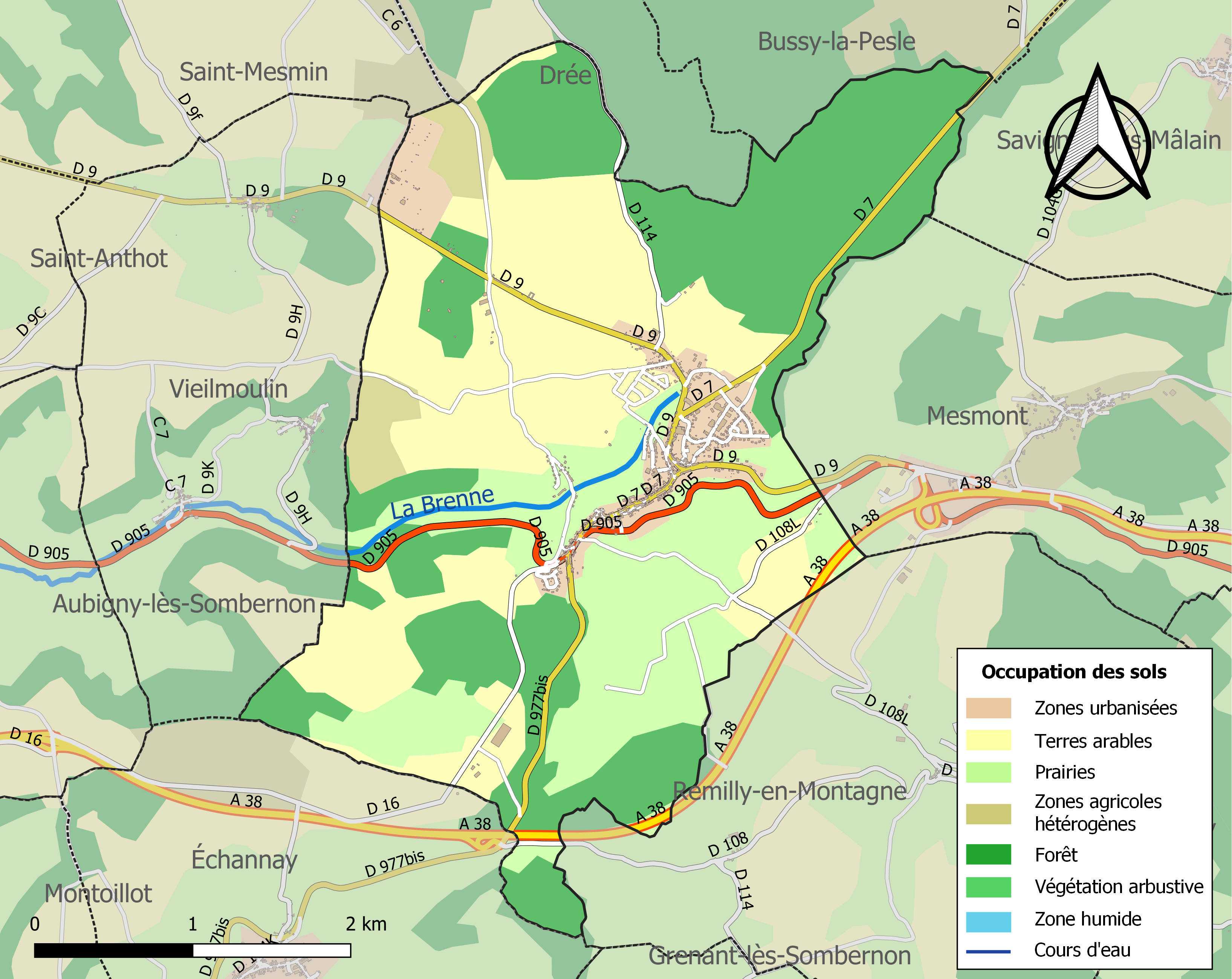
松贝农土地利用情况地图

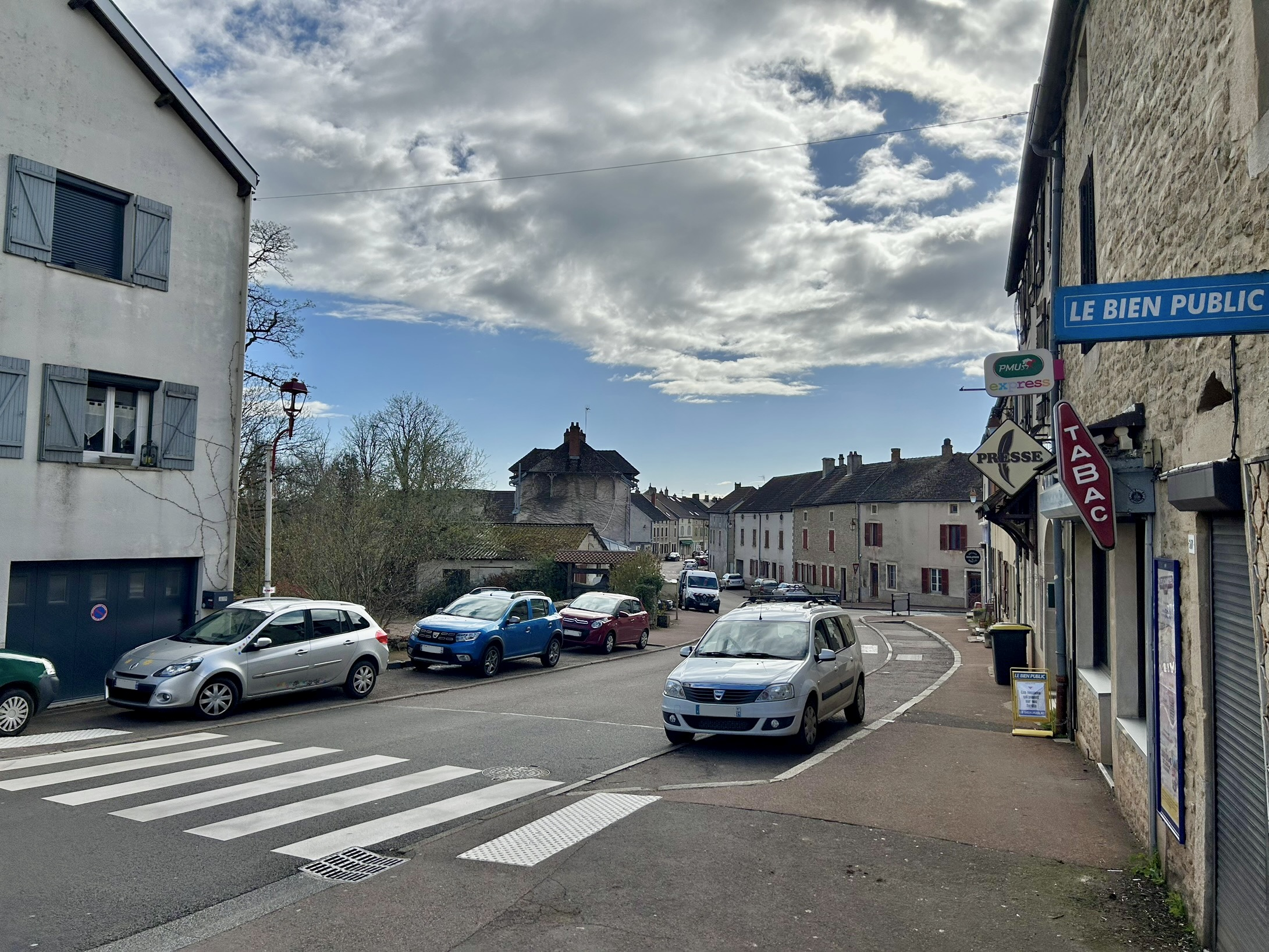
费尔迪南·梅尔屈索街

### 教育
松贝农属于第戎学区。截至2021年1月1日，松贝农境内共有1所幼儿园、1所小学和1所初级中学。2022至2023学年度，松贝农境内共有在校中等教育阶段学生443名。

### 医疗
截至2021年1月1日，松贝农境内共有全科医生2名、保健师2名、牙医2名和护士4名。境内共有药房1家、养老院1家。
距离松贝农最近的区域性医疗机构为第戎-勃艮第大学中心医院，其主病区医院位于第戎市区东部，距离松贝农市区的正常车程大约30分钟，该院设有床位1,375个，是勃艮第-弗朗什-孔泰大区境内规模最大的公立综合性医院。

### 住房
2020年，松贝农境内共有各类住房461套，其中84.6%为独立式住宅，15.4%为集中式住宅。常住房屋占松贝农市镇范围内居民建筑总量的86.3%。
在住房保障政策方面，2022年，松贝农境内共有47户家庭获得了住房经济补助，受益人数占总人口数量的4.9%，其中51份为房租补助。

### 商业
2021年，松贝农境内共有各类实体商铺34家，其中餐厅1家、大型超市1家、杂货店3家、面包房2家、肉铺1家、美容美发店2家、汽车维修店5家。松贝农镇中心北侧建有一家Super U和Netto超市。

### 体育
2021年，松贝农境内共有1间体育馆、1座综合体育场、2处网球场以及1处足球或橄榄球场。
截至2024年6月，松贝农-日塞体育俱乐部（FC Sombernon Gissey，编号582351）是松贝农境内唯一的一家注册足球俱乐部，其主队2024至2025赛季参加科多尔省足球联赛乙组（法国第十级别），其主场为莱皮讷-马塞尔·达维德球场（Stade l'Épine – Marcel David）。

### 环境
松贝农的环境事务由其所属的乌什和山市镇公共社区联合各级政府协调负责。2021年，松贝农境内暂无污染企业。

### 治安
2021年，松贝农市镇范围内共有1处宪兵队。
松贝农及其附近的共108个市镇是第戎国家宪兵队（zone gendarmerie de Dijon）的管辖范围。2020年，该宪兵队累计记录各类案件3,429起，其中盗窃类案件1,864起，经济类案件511起，毒品交易类案件178起。

## 文化

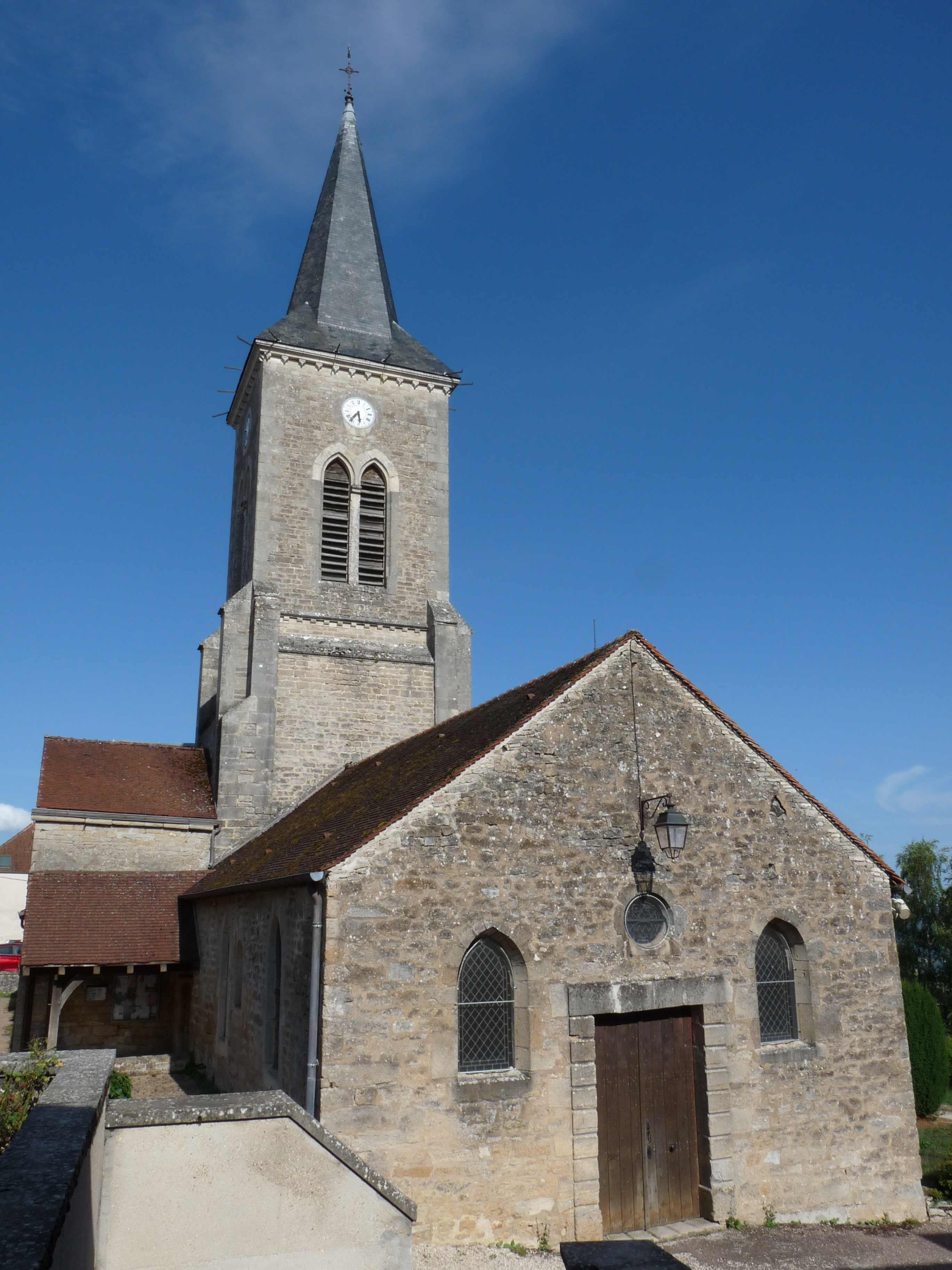
诞辰教堂

2021年，松贝农境内暂无任何文化设施。松贝农境内建有图书馆（Bibliothèque），每周三、五、六向公众开放。

### 建筑
松贝农境内有多处历史建筑，其中镇中心的诞辰教堂（Église de la Nativité de Sombernon）是当地的地标性建筑物。

### 旅游
松贝农的旅游事务由其所属的乌什和山市镇公共社区联合各级政府协调负责。2023年，松贝农境内共有1家酒店共计8间房间。

### 媒体
法国主要的媒体均可在松贝农接收，法国电视三台下属的勃艮第-弗朗什-孔泰大区频道在部分时段播出松贝农所在科多尔省的地方新闻。《公共财产报》、蓝色法兰西勃艮第广播等是当地主要的地方性媒体。

## 友好城市
截至2024年6月，松贝农共与一座城市建立了友好城市关系：
- 德国 劳特埃肯